# Acanthoscelides guazumae
Acanthoscelides guazumae is een keversoort uit de familie bladkevers (Chrysomelidae). De wetenschappelijke naam van de soort werd in 1971 gepubliceerd door Johnson & Kingsolver.